# Ensemble de bâtiments de la famille Milosavljević à Drugovac
L'ensemble de bâtiments de la famille Milosavljević à Drugovac (en serbe cyrillique : Комплекс објеката породице Милосављевић у Друговцу ; en serbe latin : Kompleks objekata porodice Milosavljević u Drugovcu) se trouve à Drugovac, sur le territoire de la Ville de Smederevo et dans le district de Podunavlje, en Serbie. Elle est inscrite sur la liste des monuments culturels protégés de la République de Serbie (identifiant no SK 717).
Le monument est également connu sous le nom de « ensemble de bâtiments de Veronika Klonfer ».

## Présentation
L'ensemble de bâtiments de la famille Milosavljević est l'un des rares exemples de propriété villageoise conservée du XIXe siècle et il constitue une sorte de petit musée ethnographique présentant les types de bâtiments et de méthodes de constructions de la région durant ce siècle.
La famille Milosavljević est l'une des plus anciennes de Drugovac. Elle a donné certaines de ses terres pour construire l'église puis l'école du village. L'un de ses membres, Živa Milosavljević, est mort sans descendants et ses biens ont été reçus en héritage par Veronika Klonfer ; comme elle-même n'avait pas de descendance, la propriété est revenue à la famille Milosavljović.
Cette propriété se compose de plusieurs bâtiments : deux maisons, dont l'une construite au début du XIXe siècle et l'autre à la fin du siècle, un entrepôt pour les céréales, un séchoir à maïs (koš), un cellier, un four et une écurie.
- La « vieille maison », construite au début du XIXe siècle, s'inscrit dans un plan rectangulaire ; elle mesure 13,90 m sur 9,12 m. Bâtie sur le principe des colombages, elle est dotée d'un toit recouvert de tuiles. Elle dispose de deux portes opposées. À l'origine, elle possédait un grand porche-galerie qui, plus tard, a été fermé[2].

- La « nouvelle maison » a été construite en 1891-1892. De plan rectangulaire, elle mesure 16,20 m sur 12,70 m[2]. Elle est caractéristique des maisons de ville que les personnes les plus riches se sont fait construire à la du XIXe siècle jusque dans les villages[2]. Elle dispose d'un rez-de-chaussée, d'une cave qui s'étend sous une partie du bâtiment et d'un toit recouvert de tuiles ; à l'intérieur, les pièces sont ornées de plafonds peintes[2].

- L'entrepôt à céréales, construit au milieu du XIXe siècle, mesure 14 m sur 5,60 m ; il s'appuie sur de hautes fondations en briques et est constitué de planches de chêne ; le toit à deux pans est recouvert de tuiles[2].

- Le séchoir a été construit dans la première moitié du XIXe siècle. Il mesure 7,98 m sur 2,13 m avec un porche-galerie de 7,98 m sur 3,30 m. Il a été bâti selon la technique des colombages avec un remplissage en osier ; il est édifié sur des fondations en briques[2].

- Le cellier, construit dans la première du XIXe siècle, mesure 12,60 m sur 9,60 m ; plus tard, il a été recouvert d'un toit en tuiles[2].

- Le four date de la première moitié du XIXe siècle. Il mesure 5,30 m sur 4 et est constitué de colombages avec un remplissage en briques. À l'intérieur se trouve un foyer en briques pour la cuisson du pain[2].

- L'écurie a été construite à peu près en même temps que la « nouvelle maison » ; elle est constituée de briques et abritait les chevaux[2].